# کریستف ریبلون
کریستف ریبلون (فرانسوی: Christophe Riblon‎؛ زادهٔ ۱۷ ژانویهٔ ۱۹۸۱) دوچرخه‌سوار اهل فرانسه است.
از باشگاه‌هایی که در آن رکاب زده‌است می‌توان به آژ۲آر لا موندیال، و آژ۲آر لا موندیال، اشاره کرد.
وی در مسابقات کشوری و بین‌المللی در مجموع برندهٔ ۲ مدال نقره شده‌است.